# Kesseltse kip

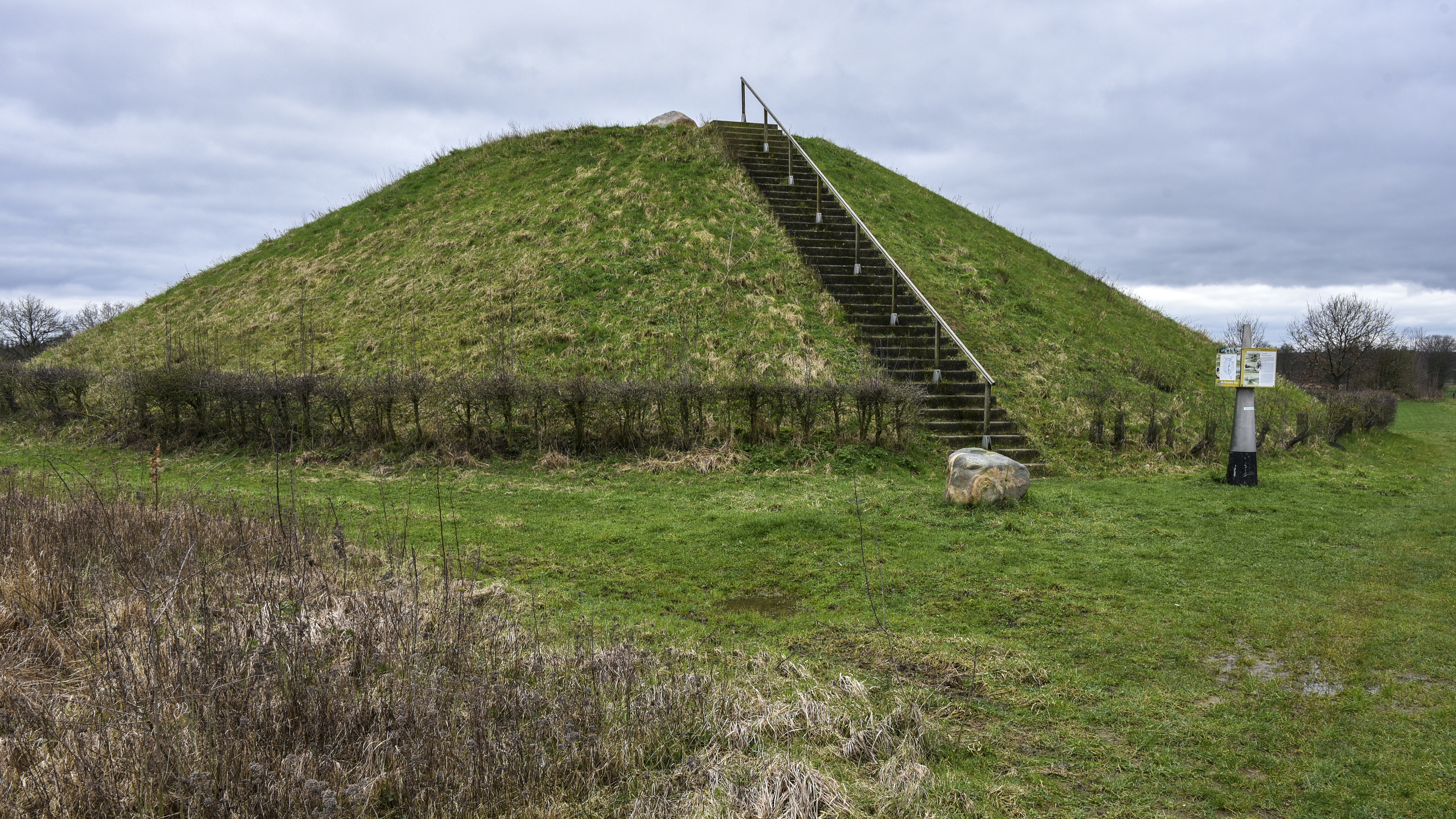
Kesseltse kip

De Kesseltse kip is een kunstmatige heuvel in Kesselt, deel van Lanaken, een gemeente in de Belgische provincie Limburg.

## Geschiedenis
De heuvel ontstond bij de aanleg van het Albertkanaal, in de jaren dertig van de 20e eeuw. De aarde die vrijkwam werd "gekipt" op de westelijke rand van het kanaal dat toen ook beschouwd werd als een verdedigingslinie bij een inval van het Duitse leger. Omdat België een Duitse inval vreesde legde men in de kalksteen van Eben-Emael het fort Eben-Emael aan en bij de bruggen van Vroenhoven, Veldwezelt en Kanne bouwde men bunkers.
De oriëntatieheuvel werd zo aangelegd dat hij iets hoger was dan de natuurlijke Dousberg aan de oostelijke zijde van het kanaal. Zo kon men vanaf een hoger punt op de vijand vuren.

## Galerij

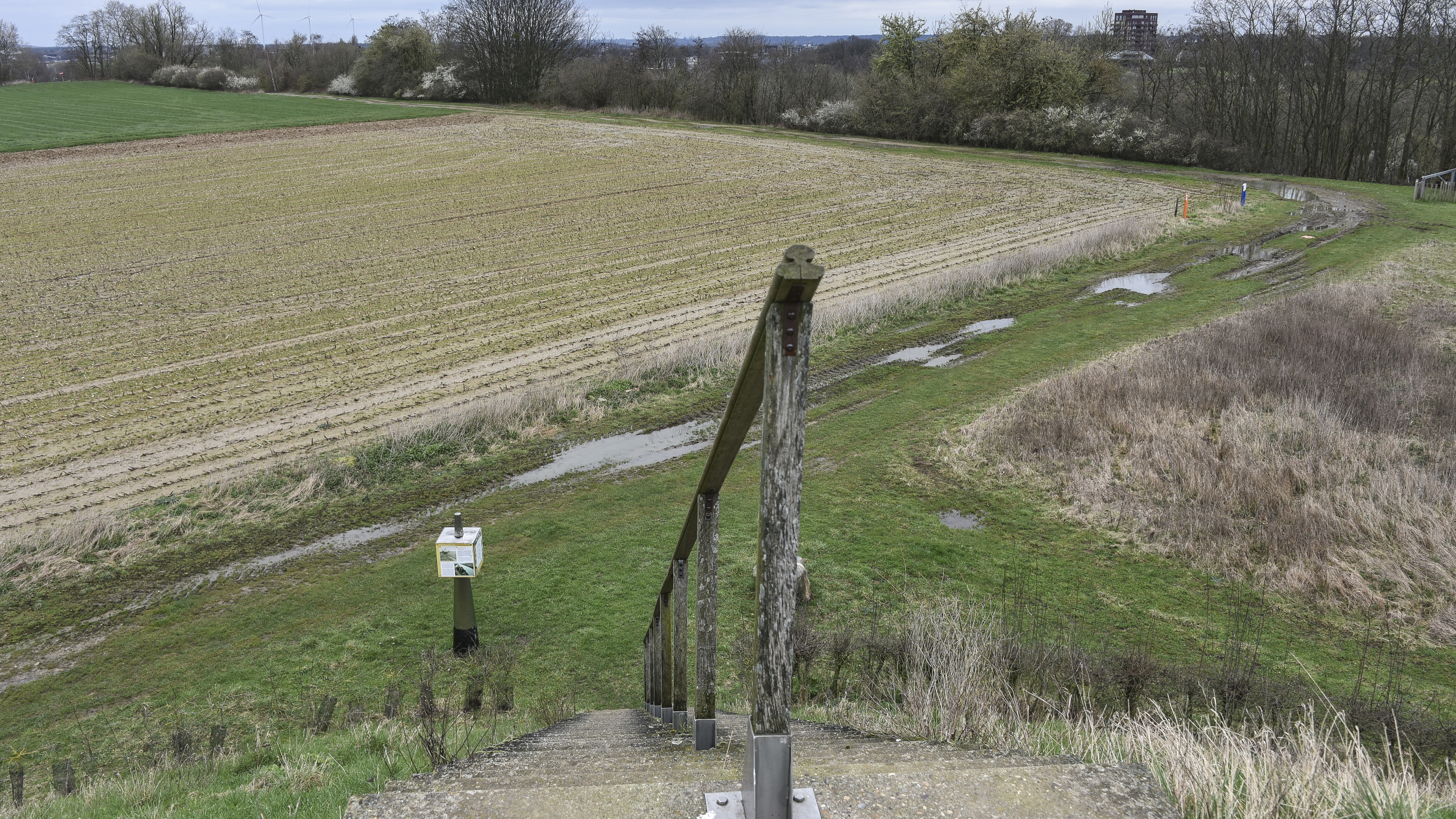
Panorama in noordoostelijke richting
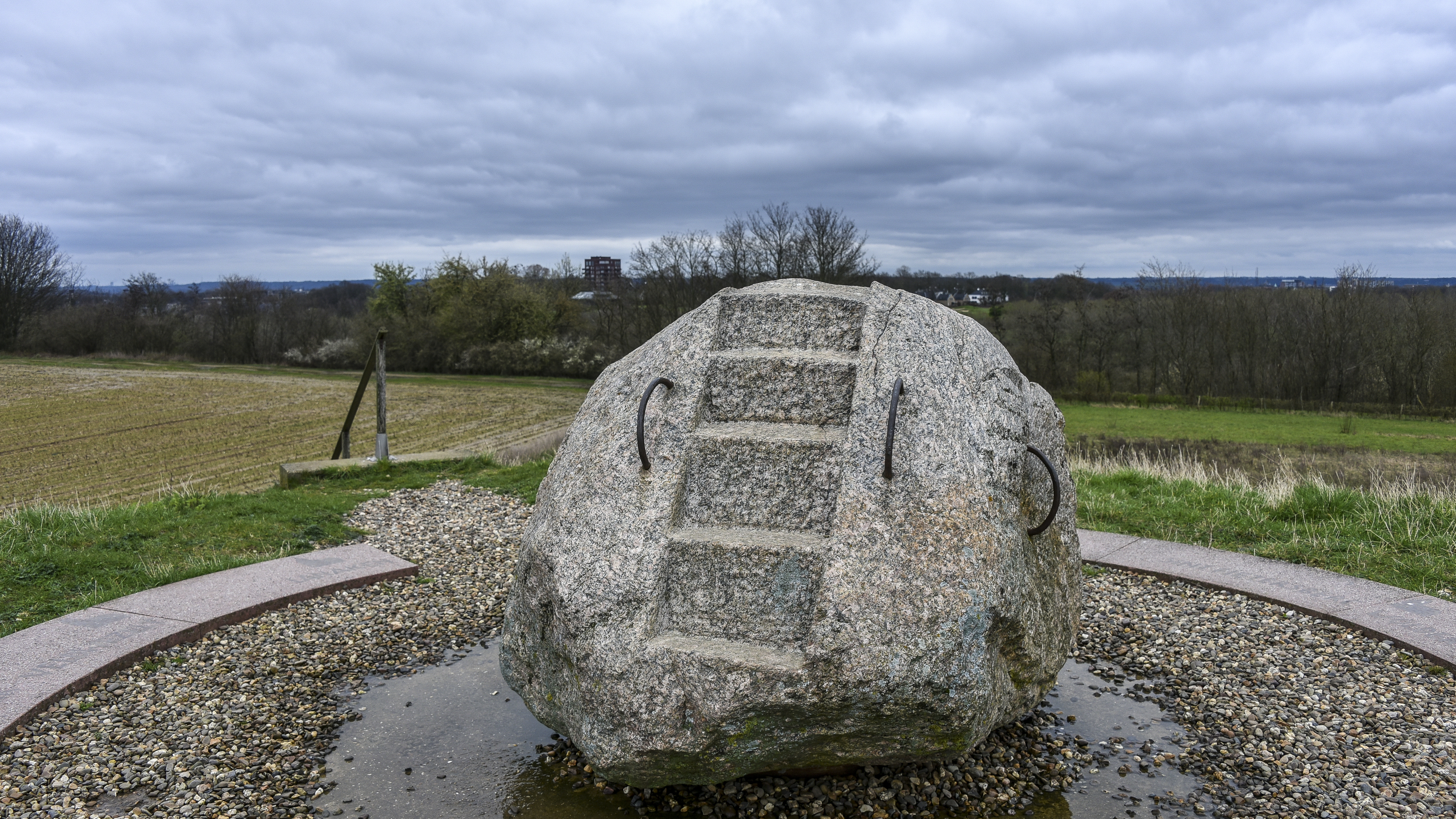
Oriëntatietafel
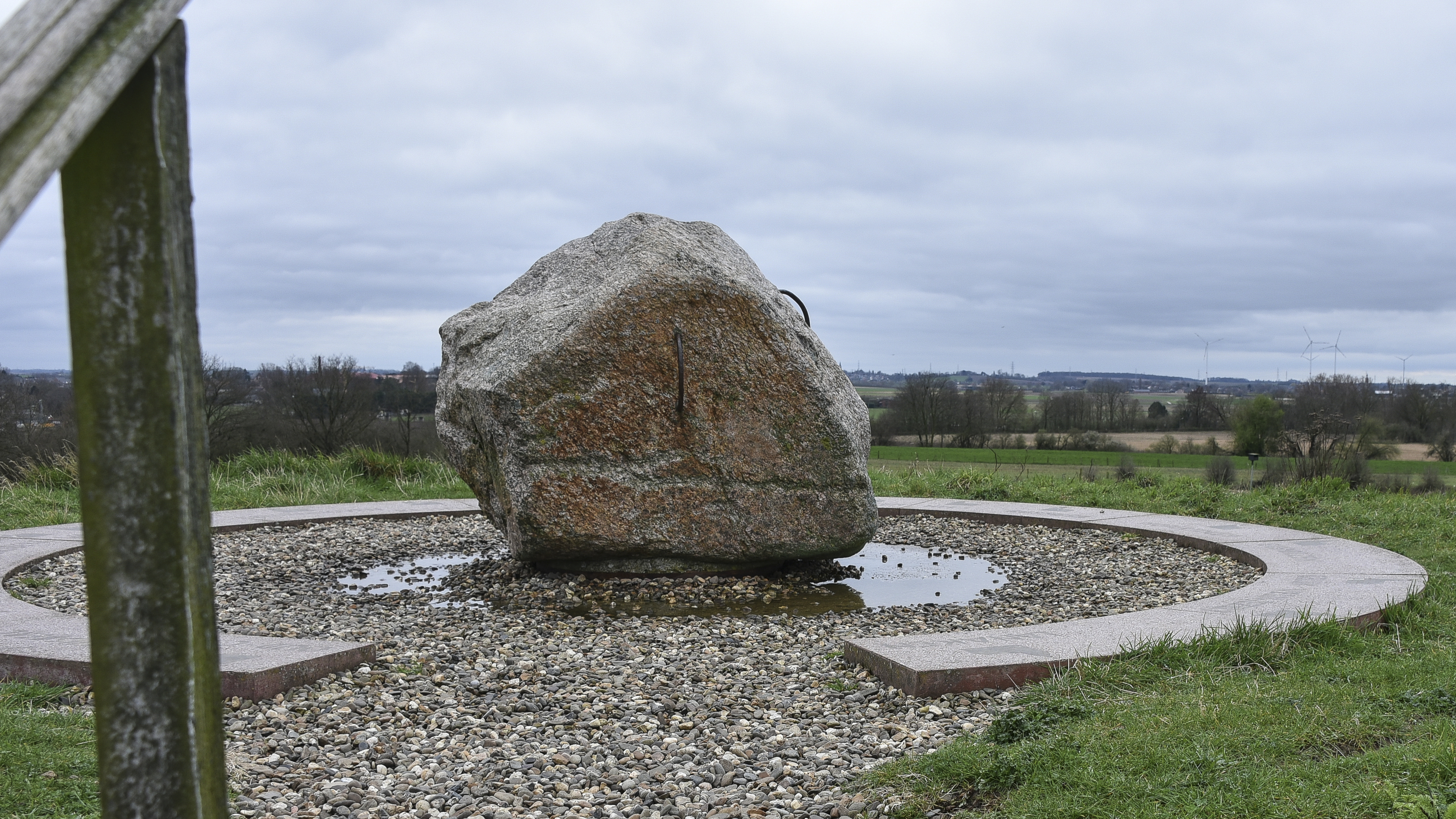
Oriëntatietafel